# Mangaldas Mancharam Pakvasa

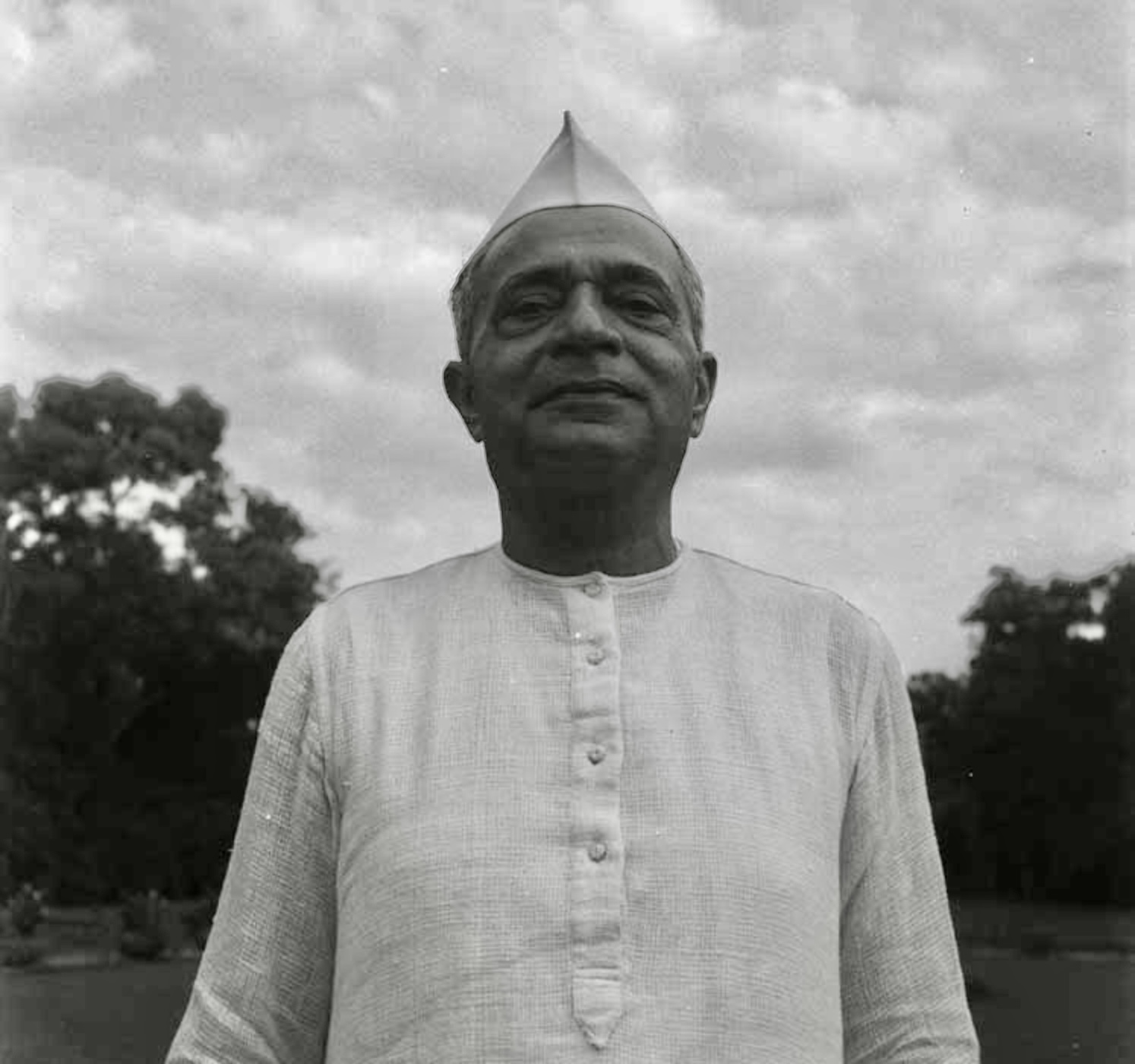
Mangaldas Mancharam Pakvasa (August 1947)

Mangaldas Mancharam Pakvasa (Malayalam: മംഗൽ ദാസ് പക്വവാസ; * 7. Mai 1882 in Bombay; † 6. November 1968) war ein indischer Politiker, der nach der Unabhängigkeit am 15. August 1947 mehrmals Gouverneur von Bundesstaaten sowie zwischen 1953 und 1960 Präsident der Bharat Scouts and Guides, des Nationalen Pfadfinder- und Pfadfinderinnenverbandes, war.

## Leben
Mangaldas Mancharam Pakvasa engagierte sich als Freiheitskämpfer und wurde nach der Unabhängigkeit Indiens vom Vereinigten Königreich am 15. August 1947 Gouverneur der Central Provinces and Berar und bekleidete dieses Amt bis Juli 1952, woraufhin B. Pattabhi Sitaramayya neuer Gouverneur dieses Staates wurde, aus dem schließlich der Bundesstaat Madhya Pradesh hervorging. 1953 wurde er erster Präsident der Bharat Scouts and Guides, des Nationalen Pfadfinder- und Pfadfinderinnenverbandes, und behielt diese Funktion bis zu seiner Ablösung durch Ammu Swaminathan 1960. Als Nachfolger von Sir Girija Shankar Bajpai wurde er am 5. Dezember 1954 Gouverneur von Bombay, dem heutigen Maharashtra, und behielt dieses Amt bis zum 8. März 1955, woraufhin Hare Krushna Mahtab ihn ablöste. Er fungierte zudem fünf Mal kurzzeitig als kommissarischer Gouverneur von Karnataka (15. April bis 30. Juni 1959, 16. April bis 1. Juli 1960, 10. April bis 23. Juni 1961, 19. April bis 19. Juli 1962, 7. August bis 6. Oktober 1963) und übernahm am 8. Oktober 1964 von Vijaya Lakshmi Pandit bis zu seiner Ablösung durch P. V. Cherian am 14. November 1964 den Posten als Gouverneur von Maharashtra.
Pakvasa war der Schwiegervater der Unabhängigkeitsaktivistin, Lehrerin und Sozialarbeiterin Poornima Arvind Pakvasa (1913–2016), die 2004 für ihre Verdienste mit dem Padma Bhushan, dem dritthöchsten indischen Zivilorden, ausgezeichnet wurde, und deren Tochter die klassische Tänzerin, Motivationssprecherin und Guru Sonal Mansingh (* 1944), 1992 und 2003 ebenfalls den Padma Bhushan erhielt, sowie für die Bharatiya Janata Party (BJP) von 2018 bis 2024 nominiertes Mitglied der Rajya Sabha, des Oberhauses des Parlaments, war und ferner mit dem zweithöchsten Zivilorden Padma Vibhushan ausgezeichnet wurde.